# Санс, Франсиско де Паула
Франсиско де Паула Санс (исп. Francisco de Paula Sanz), полное имя — Франсиско де Паула Санс и Эспиноса де лос Монтерос Мартинес и Солер (исп. Francisco de Paula Sanz y Espinosa de los Monteros Martínez y Soler; июль 1745, Малага, Испания — 15 декабря 1810, Потоси, Чаркас) — испанский колониальный чиновник, один из самых выдающихся и противоречивых администраторов в истории вице-королевства Рио-де-ла-Плата. Он занимал должности 1-го губернатора-интенданта Буэнос-Айреса (1783—1788) и 2-го губернатора-интенданта Потоси (1788—1810).

## Происхождение
Франсиско де Паула Санс и Эспиноса де лос Монтерос Мартинес и Солер родился в июле 1745 года городе Малага (Испания), в семье Хосе Санса и Марии Мануэлы Эспиносы де лос Монтерос.

## Директор табачного департамента (1777—1783)

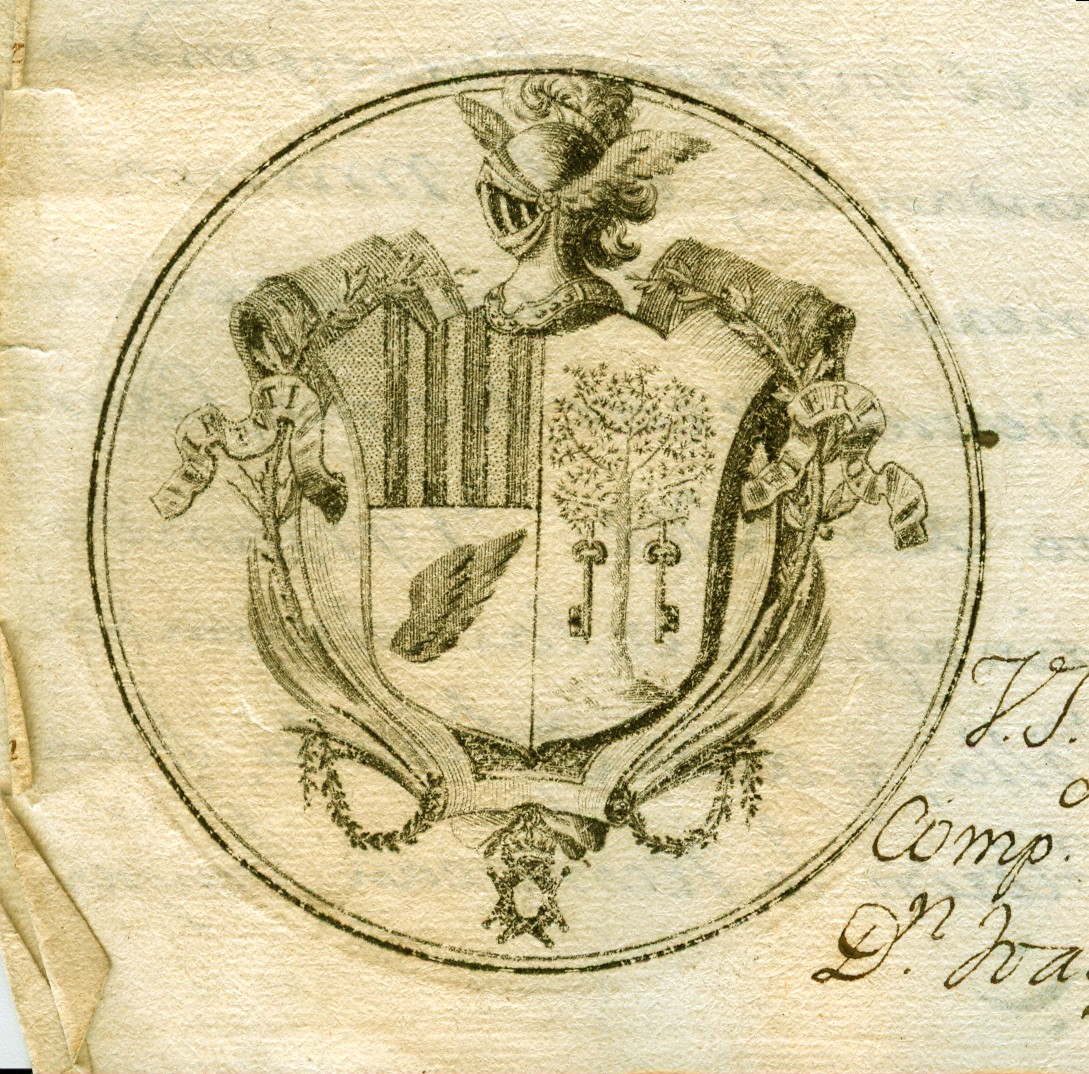
Герб Франсиско де Паулы Санса. Исторический архив Национального монетного двора, Потоси.

В октябре 1777 года Франсиско де Паула Санс был назначен директором табачных доходов нового вице-королевства Рио-де-ла-Плата по решению своего покровителя Хосе де Гальвеса, министра Индий короля Испании Карла III.
3 марта в Эль-Пардо были отданы общие и конкретные инструкции для миссии Санса: они включали инструкции по созданию табачной налоговой службы в тех местах, где ее никогда не существовало, и по ее организации в тех, где уже были созданы управления, а также упоминания о разведке, которую следовало провести в американских провинциях.
В апреле 1778 года экспедиция под названием «Табак» вышла из Кадиса в город Буэнос-Айрес с остановкой в Монтевидео, во главе с фрегатами «Кармен» и «Аврора». Узнав о ситуации в столице вице-королевства Рио-де-ла-Плата, В конце января 1779 года он начал свою первую поездку по прибрежным провинциям, посетив ряд городов: Росарио, Коронда, Санта-Фе, затем отправившись в Бахаду-дель-Парана, Корриентес, Асунсьон-дель-Парагвай и иезуитские миссии на землях индейцев гуарани, и, наконец, вернувшись в Буэнос-Айрес через полгода после своего отъезда.
В декабре 1779 года он начал второе путешествие по оставшимся провинциям. В течение полутора лет он посетил Кордову, Сантьяго-дель-Эстеро, Тукуман, Катамарку, Ла-Риоху и Мендосу, пересек Анды и посетил Сантьяго-де-Чили, Вальпараисо и Арику, затем направился в провинции Чаркас, включая лесную зону Санта-Крус-де-ла-Сьерра, и вернулся в Кордову и Буэнос-Айрес в мае 1781 года.
Во время своих путешествий он получил «непосредственные знания о Соединённых провинциях, которыми обладали очень немногие агенты Короны». Его работа в Управлении по доходам от табака принесла ему 23 апреля 1780 года звание кавалера Ордена Карла III.

## Губернатор-интендант Буэнос-Айреса (1783—1788)

### Назначение на должность суперинтенданта при вице-короле Вертисе
1 июля 1783 года Франсиско де Паула Санс был приведен к присяге в качестве интенданта армии и королевской казны вице-королевства, а 29 ноября того же года городской совет Буэнос-Айреса признал его первым суперинтендантом или губернатором-интендантом Буэнос-Айреса.
С вице-королем Рио-де-ла-Плата Хуаном Хосе де Вертис-и-Сальседо Санс поддерживал прекрасные отношения, и значительная часть приписываемых ему прогрессивных работ была задумана, реализована и выполнена именно Сансом. Мощение улиц и выравнивание Пласа-Майор, обустройство фасадов домов и освещение общественных улиц, санитарная обработка барракас и улучшение снабжения питьевой водой, снабжение города и другие городские вопросы были предметом изучения и усовершенствований Санса при полной поддержке вице-короля. Он также отвечал за размещение таможни Буэнос-Айреса в здании, соответствующем ее функциям, и за содействие созданию консульства Буэнос-Айреса.
В 1784 году, получив просьбу короля Карла III предоставить отчет о состоянии сокращения численности индейцев гуарани, Санс запросил у руководства иезуитских миссий гуарани необходимую справочную информацию для подготовки отчета, который он представил монарху в том же году. Расширяя просьбу, он приказал провести и приложить полную перепись имущества народа гуарани, а также карты мест и их юрисдикций.

### Суперинтендантство под руководством вице-короля Дель Кампо
В марте 1784 года Николас дель Кампо и Родригес де Саламанка, маркиз Лорето, принял на себя управление вице-королевством Рио-де-ла-Плата. Хотя деятельность Франсиско де Паулы Санса продолжалась, его отношения с новым правителем были напряженными.
17 сентября 1785 года Франсиско де Паула Санс составил проект Внутренних правил, которые должны соблюдаться городом Буэнос-Айресом и его Муниципальным советом по имуществу и налогам при управлении и администрировании этих отраслей, а также при выплате заработной платы и покрытии расходов, которые должны покрываться из его фондов, что заслужило положительное заключение прокурора Королевского суда.
Во время своего правления Санс отличался «практическим чутьем и прогрессивным стремлением, хотя ему не хватало большей свободы действий, чтобы действовать в соответствии со своим предпринимательским призванием», особенно во правления маркиза Лорето.
Что касается пресечения контрабанды на берегах Рио-де-ла-Плата, его действия были не столь однозначны, и его подозревали в получении «кредитов» от тех, кто был в этом замешан, для поддержания весьма комфортной жизни.
В 1788 году на престол вступил король Испании Карл IV. Новые власти решили, что пост генерального суперинтенданта Буэнос-Айреса займет вице-король Рио-де-ла-Платы, и Франсиско де Паула Санс покинул этот пост в мае того же 1788 года.

## Губернатор-интендант Потоси (1788—1810)
В декабре 1788 года Франсиско де Паула Санс был назначен 2-м губернатором Потоси, заменив на этой должности Хуана дель Пино Манрике де Лара.
Он выделялся своей решительной поддержкой благотворительных работ и домов милосердия во время своего руководства, а также мерами по содействию деятельности миссий, но именно вопрос шахт и работы по строительству шахт был характерен для его длительного правления в Потоси.

### Рудники имита

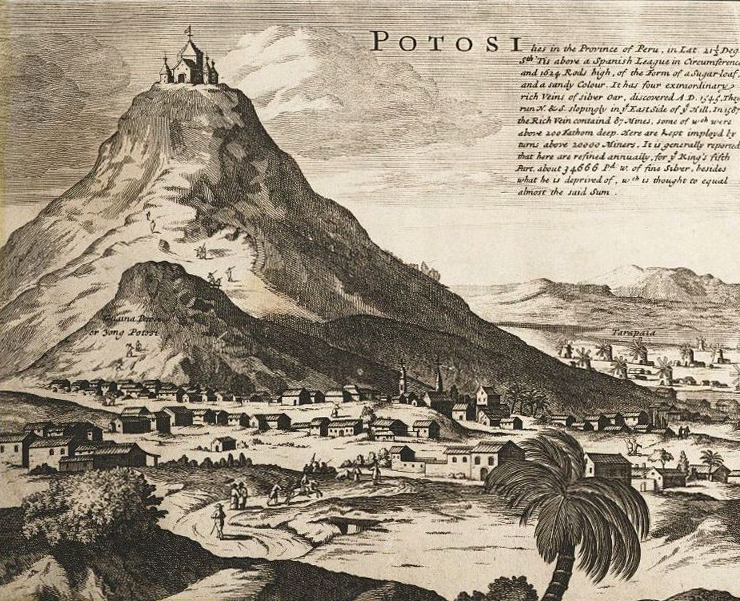
Рисунок Серро-Рико в Потоси, сделанный около 1715 года.

Добыча серебра, основного ресурса города Потоси, достигла своего пика около 1650 года, после чего залежи начали иссякать, поэтому население начало медленно и неуклонно сокращаться: к 1750 году оно сократилось до 70 000 жителей, а к 1780 году — всего до 35 000.
Однако истощение некоторых крупных жил и затопление других были не единственными трудностями. Потосинские горнодобывающие компании того времени, в отличие от других производственных центров Испано-Американской империи, характеризовались трехсторонней структурой эксплуатации, которая включала, во-первых, владельцев ingenios (инфраструктур, предназначенных для переработки руды), затем эксплуататоров и, наконец, рабочих, как правило, подлежащих мите, то есть принудительному труду.
С другой стороны, ртуть, которая широко потреблялась и являлась одним из основных ресурсов, необходимых для отделения серебра от полезных ископаемых, была ограничена в наличии, что еще больше усугублялось ограничениями и спекуляциями, которые препятствовали ее торговле.
Таким образом, в конечном итоге горнодобывающая деятельность в Потосине основывалась на эксплуатации труда коренных народов. Однако в эти годы резерв рабочей силы постоянно сокращался и ко времени Санса сократился до 2900 человек из теоретического числа 4101 мигранта, и только они были доступны традиционным эксплуататорам (энкомендерос).
Санс изучил ситуацию с помощью шахтеров и доктора Педро Висенте Каньете, который был советником первого губернатора Потоси. Целью было быстро определить политику, направленную на модернизацию горнодобывающей структуры Потоси путем обеспечения выгод для арендаторов, реформирования и возрождения системы митас и обеспечения внедрения технических усовершенствований.
В Потоси и Перу была отправлена техническая миссия под руководством барона Норденфлихта с целью усовершенствования методов амальгамации минералов и увеличения производства с меньшими трудозатратами, в частности серебра Потоси. Научная миссия прибыла в Потоси в январе 1789 года.
Рекомендации Норденфлихта и его команды подчеркивали, в дополнение к измельчающему оборудованию, использовавшемуся до этого на мельницах, необходимость использования печей для обжига материала и вращающихся барабанов, в которых включение ртути в минерал будет благоприятствоваться и ускоряться под воздействием тепла.
Программа Санса была преобразована Каньете в обширный законодательный проект, «código Carolino», который ограничивал свободу владельцев рудников, устанавливая максимальную ставку аренды и увеличивая количество митайос (вид земельной собственности), чтобы их можно было предоставлять большему количеству производственных единиц.
В то время как основная поддержка исходила от гильдии асогуэрос, основное сопротивление было со стороны владельцев сахарных рудников, которые донесли короне о «зуде, проявляющем предпочтение к арендаторам и новым владельцам сахарных заводов, не имеющим миту, в ущерб достойным и бывшим владельцам».
Санс считал, что его модель в конечном итоге принесет пользу и рантье. Однако владельцы не приняли доводов в пользу инноваций. Собрание арендаторов, состоявшееся 5 ноября 1794 года, дискредитировало его позицию, заявив, что «есть много таких, которые никогда не прикасались к этому занятию и не знали его, потому что с самого рождения они жили за счет ренты, то есть, если можно так выразиться, за счет труда и пота других».
Однако в противодействии проекту интересы владельцев сахарного завода совпали с гуманистическими проповедями Викториана де Вильявы, прокурора аудиенсии Чаркаса и «защитника туземцев». У Санса был серьезный и известный спор с Вильявой по поводу работы на рудниках в Потоси. Вильява утверждал, что это не государственная услуга, и что даже если бы это было так, коренные народы не могли бы быть принуждены ее выполнять, что напрямую нападало на систему мита. Вильява утверждал, что мита сумела одержать победу, потому что «у дела богатых всегда много защитников, а у дела несчастных — почти нет адвокатов».
Санс, со своей стороны, утверждал, что горнодобывающая деятельность является общественной службой и что индейцу, даже ради его собственного блага, нужна сила. Хотя он и не узаконивал жестокие процедуры, он утверждал, что индейцы «на самом деле не продвинулись вперед со времен завоевания и были не менее праздными и глупыми, чем прежде. Если допустить эту праздность, то служба мита была полезной и удобной для индейцев, поскольку она знакомила их с цивилизованным обществом и заставляла их работать за наемную плату».
Несмотря на противодействие и до тех пор, пока в Испании не было достигнуто решение, Санс попытался продолжить программу, которая вскоре столкнулась с серьезными практическими трудностями. Стоимость изготовления запланированных механизмов оказалась намного выше, чем предполагалось, из-за неопытности мастеров, и, что еще хуже, вскоре стало ясно, что их невозможно изготовить менее чем за 10 000 песо, что было не по карману большинству производителей. Из-за отсутствия запрошенного Сансом кредита удалось построить только четыре завода.
Наконец, в 1797 году власти Испании окончательно отвергли проект código Carolino. Однако эта неудача не повлияла на его мандат. Будучи губернатором Потоси, он подчинялся вице-королю, и маркиз Лорето воспользовался возможностью, чтобы помешать его работе, но его мандат вскоре закончился, и в 1789 году его сменил вице-король Николас де Арредондо, который неоднократно одобрял его поведение. В 1792 году по рекомендации Арредондо монарх даровал Сансу членство в Совете Индий.
В мае 1797 года у него случился инсульт, который поставил его на грань смерти. Санс выразил благодарность за свое спасение двум кровопусканиям, своевременно проведенным его врачами. Получив временное освобождение для восстановления здоровья в Ла-Пасе, он вернулся в Потоси и возобновил руководство.

### Революционные восстания 1809 года
Франсиско де Паула Санс был свидетелем и участником репрессий во время Чукисакской революции 25 мая 1809 года. Еще 23 мая президент Чаркаса Рамон Гарсиа де Леон и Писарро приказал ему собрать свои войска в Чукисаку. 25 мая Сан выступил с войском в Чукисаку, чтобы помочь президенту, в то время Хаун Антонио Альварес де Ареналес организовал оборону, собрав ополчения Чикисаки и Ямпараэса. Аудиенция Чаркаса приказала Пауле Сансу преостановить поход и вернуться домой. Вице-король Рио-де-ла-Плата Бальтасар Идальго де Сиснерос одобрил действия аудиенции.
Когда ситуация стала более радикальной, Санс действовал быстро и решительно: он решил проигнорировать правительство аудинции Чаркаса и заблаговременно расквартировал батальон ополчения под командованием полковника Индалесио Гонсалеса де Сокасы, а также отделил американских офицеров от гражданского батальона. Санс приказал арестовать сторонников революции в своём войске.
9 июля Санс получил сообщение от вице-короля Хосе Фернандо де Абаскаля и Соуза, в котором ему было приказано собрать в Потоси компетентные силы для поддержания общественного порядка, а также приказано ему подчиняться аудиенсии в той мере, в какой это не противоречит решению высшего правительства.
Однако 16 июля в Ла-Пасе вспыхнуло более радикальное движение. 20 сентября Хосе Мануэль де Гойенече отправился в лагерь Зепита, в то время как Санс мобилизовал свои войска в направлении Чукисаки, а вице-король Сиснерос отправил из Буэнос-Айреса контингент численностью почти тысяча солдат под командованием нового президента аудиенсии Чаркаса генерала Висенте Ньето.
Хотя это и не входило в его юрисдикцию, Хосе Фернандо де Абаскаль, опасаясь, что революционное движение, достигшее его границ, распространится на провинции Пуно, Арекипа и Куско, немедленно приступить к формированию армии и подавлению восстания. С этой целью он назначил президента Королевской аудиенсии Куско Хосе Мануэля де Гойенече главнокомандующим экспедиционной армией, приказав полковнику Хуану Рамиресу, губернатору Пуно, подчиниться его приказу вместе с войсками, находящимися под его командованием, и сделав те же распоряжения в отношении войск Арекипы. Пока он организовывал мобилизацию, чтобы скрыть формальности того, что фактически было вторжением на территорию другой юрисдикции без каких-либо полномочий, он приказал Гойенече предложить свои войска новому вице-королю Рио-де-ла-Плата Балтасару Идальго де Сиснеросу, который принял их 21 сентября.
Санс отошел на второй план в последующих событиях, которые привели к отставке аудинции Чаркаса, насильственному падению Совета по опеке и последующим жестоким репрессиям против революционеров во главе с Гойенече. И Ньето и Санс оказали им поддержку и согласие, остались причастны к событиям и вскоре ощутили их последствия.

### Майская революция

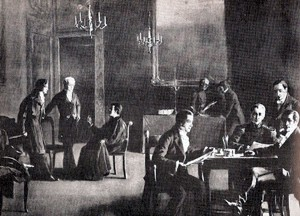
Первая хунта.

Успех Майской революции, отставка вице-короля Сиснероса и назначение Первой хунты 25 мая 1810 года в столице вице-королевства Рио-де-ла-Плата — события, которые прибыли по почте в Чукисаку 23 июня. Ньето и Санс немедленно перешли под командование вице-короля Перу, назвали Буэнос-Айрес мятежным и запросили помощи. Со своими войсками и четырьмя ротами из Потоси под командованием полковника Гонсалеса Сокасы Ньето направился в Сантьяго-де-Котагаита, который он укрепил, ожидая подкрепления, чтобы продолжить свои операции в направлении на Санта-Фе и Буэнос-Айрес.
Тем временем Армия Севера, или Армия Перу, быстро продвигалась вперед в своей «Первой спасательной экспедиции в Верхнее Перу». Когда стало известно о наступлении американских патриотов, начали возникать новые движения в поддержку хунты Буэнос-Айреса. 14 сентября 1810 года произошла революция в Кочабамбе, 24 сентября была образована хунта в городе Санта-Крус-де-ла-Сьерра, 6 октября Оруро также объявил о своей независимости, а 14 октября, после победы повстанцев в битве при Ароме, осада арьергарда роялистов завершилась.
После первоначального отступления против укрепленных позиций роялистов в битве при Котагаите 7 ноября 1810 года патриотические силы одержали свою первую победу в битве при Суйпаче. Получив известие о поражении, Висенте Ньето разрушил укрепления в Котагаите и вместе с несколькими офицерами попытался бежать, но был схвачен в Липесе. На поиски пленника отправился отряд, состоящий из солдат из отрядов патрициев, которых Ньето послал на работу на серебряные рудники Потоси четырьмя месяцами ранее.

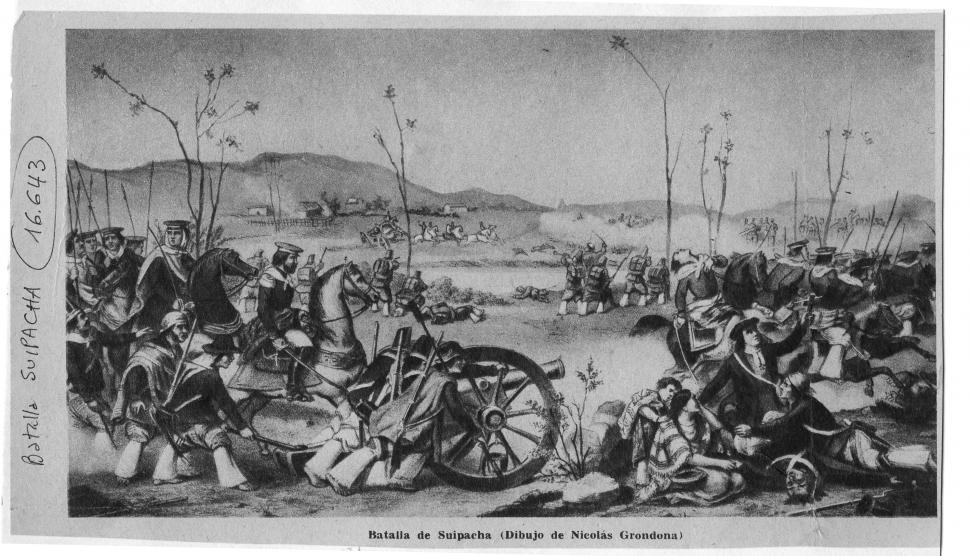
Битва при Суйпаче.

Франсиско де Паула Санс отложил свой отъезд из Потоси. 10 ноября в город пришло письмо от члена совета Буэнос-Айреса Хуана Хосе Кастельи, в котором сообщалось о его скором прибытии и содержался приказ городскому совету арестовать губернатора. Новость быстро распространилась по Потоси, и восставшие люди потребовали провести открытое городское собрание, на котором Франсиско де Паула Санс был арестован.
Висенте Ньето, Хосе де Кордова-и-Рохас и Франсиско де Паула Санс были задержаны на месяц в Монетном дворе Потоси. Несколько дней спустя Кастельи прибыл в Потоси. Судебный процесс в Генеральном штабе Потоси, где 14 декабря 1810 года Санс, Ньето и Кордова были приговорены к смертной казни, а на следующий день все трое были расстреляны.